# Ben Casey
Ben Casey est une série télévisée américaine en 153 épisodes de 60 minutes, créée par James Moser et diffusée entre le 2 octobre 1961 et le 21 mars 1966 sur le réseau ABC.

## Présentation
Avec Le Jeune Docteur Kildare, diffusé par le réseau concurrent NBC, Ben Casey est l'une des deux séries médicales phares du début des années 1960 aux États-Unis. Ces deux programmes démarrent à seulement cinq jours d'intervalle en automne 1961, et prennent fin tous deux en 1966, au terme de cinq saisons. Mais tandis que James Kildare est un jeune interne en médecine, naïf et respectueux de ses collègues, Ben Casey (Vince Edwards) est un neurochirurgien sûr de son fait, au caractère bien trempé, et qui n'a de respect que pour l'affable Dr Zorba (Sam Jaffe), son chef de service.
Considérée comme une réponse de la télévision aux critiques formulées en mai 1961 par Newton N. Minow dans un discours resté célèbre, Ben Casey est une série ambitieuse, qui aborde à travers le microcosme du County General Hospital les grandes questions de la société américaine contemporaine : tensions raciales, drogues, euthanasie, etc. Les tourments des patients de Ben Casey ne sont pas seulement physiologiques, et le ressort dramatique de nombreux épisodes est l'évolution psychologique des personnages via leur interaction avec le docteur.
La série connait un large succès d'audience, figurant régulièrement dans le top 20 lors de ses deux premières saisons aux États-Unis.

## Adaptation en bande dessinée
Newspaper Enterprise Association lance le 26 novembre 1962 une bande quotidienne dessinée dans un style réaliste par Neal Adams et scénarisée par Jerry Caplin. Une page dominicale est ajoutée le 20 septembre 1964 ; toutes deux s'achèvent le dimanche 31 juillet 1966, quelques mois après l'arrêt du feuilleton.
Des épisodes sont également adaptés par le scénariste Carl Memling pour 10 comic books trimestriels publiés entre 1962 et 1965 par Dell Publishing. Divers dessinateurs participent à cette édition : Norman Nodel (en), John Tartaglione (en), Gene Colan, Frank McLaughlin.

## Fiche technique
- Titre original : Ben Casey
- Réalisateurs : Leo Penn, Irving Lerner, Sydney Pollack, etc.
- Scénaristes : James Moser, etc.
- Producteurs : Matthew Rapf, etc.
- Sociétés de production : Bing Crosby Productions
- Pays d'origine : États-Unis
- Langue : anglais
- Nombre d'épisodes : 153 épisodes (5 saisons)
- Durée : 60 minutes
- Principaux lieux de tournages : Desilu Studios
- Dates de première diffusion 
  -  États-Unis : 2 octobre 1961

## Distribution
- Vince Edwards : Dr Ben Casey
- Sam Jaffe : Dr David Zorba (saisons 1-4)
- Bettye Ackerman : Dr Maggie Graham
- Harry Landers : Dr Ted Hoffman
- Nick Dennis : Nick Kanavaras
- Jeanne Bates : Infirmière Wills